# معرقهتن (حديبو)

تعديل مصدري - تعديل

معرقهتن هي إحدى قرى مديرية حديبو التابعة لمحافظة سقطرى، بلغ تعداد سكانها 16 نسمة حسب تعداد اليمن لعام 2004.